# فورشهايم
فورشهايم (اوبرفرانكن) (بالألمانية: Forchheim) هي بلدة ألمانية تقع في ألمانيا في منطقة فورشهايم. يقدر عدد سكانها بـ 30,806 نسمة .

## المدن التوأمة
مدن Broumov، Gherla، Le Perreux-sur-Marne، بوسنك، Roppen، روفيريتو، Lavis و Biscarrosse هي مدن توأمة لـفورشهايم (اوبرفرانكن).

## أعلام
- والتر شوتكي
- داركو بوجانوفيتش
- روبيرتو هيلبيرت
- كريستيان سبرينجر
- جيرد باومان